# Michele Benso von Cavour

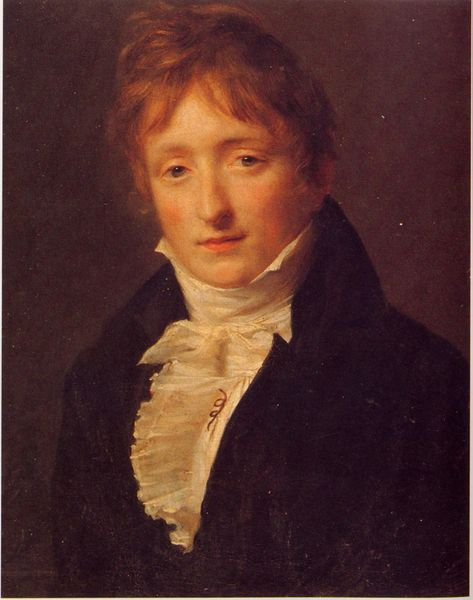
Michele Benso von Cavour

Michele Benso von Cavour, Markgraf von Cavour, Graf von Cellarengo und von Isolabella (* 14. Dezember 1781 in Turin; † 15. Juni 1850 ebenda), war ein italienischer Politiker und Vater von Camillo Benso von Cavour.

## Leben und Werk

Wappen des Michele Benso von Cavour im napoleonischen Adel (noblesse impériale, 1808): Das rote Freiviertel im linken Obereck weist auf den Rang des Inhabers als Baron hin, das darin befindliche Abzeichen ist das Symbol der Amtsträger im Haushalt kaiserlicher Prinzen.

Michele Benso von Cavour wurde in Turin als Sohn von Giuseppe Filippo Benso, Marchese di Cavour, und der Gräfin Josèphe Françoise Marie Philippine de Sales geboren.
Die Benso gehörten bereits im Mittelalter zu den führenden Patrizierfamilien der Stadtrepublik Chieri im Piemont, neben den Balbi, Balbiano, Bertoni und Broglie (den sogenannten „fünf B“). Sie waren in Bankgeschäften tätig. 1191 war Guglielmo Benso Mitherr der Herrschaft Santena geworden, angeblich sei er im Gefolge von Kaiser Friedrich Barbarossa ins Piemont gekommen. Herzog Karl Emanuel II. von Savoyen, Fürst von Piemont, hatte der Familie Benso 1649 das Marquisat Cavour verliehen, nachdem Michele Antonio Benso, Graf von Cellarengo, die Herrschaft Cavour 1649 für 20.000 Lire erworben hatte. Verschiedene Zweige der Familie waren auch zu Grafen von Santena, von Albugnano, Isolabella, Ponticelli und Villamirana geworden; nur der letztere Zweig existiert heute noch.
Zu Micheles Zeit war die Familie allerdings hoch verschuldet. Er trat nach dem napoleonischen Einmarsch in das Piemont 1796 in die französische Armee ein und kämpfte unter dem Befehl von General Schérer in der Schlacht von Verona im Jahr 1799 gegen die Kaiserliche Armee Österreichs.
Während der napoleonischen Ära war er 1800 Leutnant und Adjutant von Thaon di Revel. Anschließend ließ er sich mit seinem Onkel Uberto in Florenz und später in Genf nieder. Nachdem er mit der Finanzwelt von Genf in Kontakt gekommen war, unternahm er verschiedene Initiativen, um das Familienvermögen wiederherzustellen. Im Jahre 1805 heiratete er die Genferin Adèle Suzanne de Sellon, Tochter des Grafen Jean-Jacques de Sellon. Aus der Ehe gingen die Söhne Gustavo Filippo, 6. Marchese von Cavour, und Camillo hervor. Mit der Unterstützung des Grafen Tancredi Falletti von Barolo erhielt Cavour 1809 den Titel eines Baron de l’Empire. 1807 hatte er nach dem Tod seines Vaters den Titel des 5. Marchese von Cavour geerbt.